# Max Matthiessen
Max Matthiessen är en svensk liv- och sakförsäkringsförmedlare. Bolaget grundades 1889 och har cirka 500 anställda på ett trettiotal orter i Sverige. 2020 var bruttoomsättningen omkring 1,5 miljarder kronor.

## Verksamhet
Max Matthiessen har ett samarbete med den globala aktören Goldman Sachs Asset Management. Max Matthiessen har också ett samarbete med QBlue Balanced som är en kapitalförvaltare inriktad på hållbarhet.
Under 2021 har Max Matthiessen startat en private banking-verksamhet.
Max Matthiessens verksamhet  bedrivs i bolagen Max Matthiessen AB, Max Matthiessen Värdepapper AB och Navigera AB. Alla tre bolagen är registrerade hos Bolagsverket och står under tillsyn av Finansinspektionen. Max Matthiessen AB bedriver förmedling av livförsäkringar och Max Matthiessen Värdepapper AB ger råd om, förvaltar och utför transaktioner avseende finansiella instrument. Max Matthiessen AB är ett så kallat anknutet ombud till Max Matthiessen Värdepapper AB.

## Historia
Bolaget Max Matthiessen har funnits i Sverige sedan 1889 , men historien börjar 1880. Då flyttade den 24-årige Max Matthiessen till Sverige från Tyskland. Han var femte barnet i en syskonskara på tio och son till ägaren av en porslinsfabrik i Tiefenfurt i Schlesien. Efter några år i brodern Arthurs assuransfirma kände han sig mogen att starta eget företag.
27 november 1889 publicerades i Post- och Inrikes Tidningar att Max Matthiessen fått tillstånd att bedriva försäkringsrörelse som generalagent för det schweiziska brandförsäkringsbolaget Baseler Versicherungs-Gesellschaft gegen Feuerschaden. I juli 1890 fick han generalagentur för det nystartade Sjöförsäkrings-Aktiebolaget Öresund i Malmö och också agentur för livförsäkringar i bolaget Nordstjernan - som senare gick upp i Skandia Liv - och olycksfallsförsäkringar i bolaget Skandinavien.
Därmed hade han skaffat sig agenturer i de fyra branscher som skulle bli hans huvudsakliga arbetsfält. Max Matthiessen hade redan från början räknat med att representera olika försäkringsbolag. Detta var vanligt vid denna tid, eftersom varje bolag i allmänhet var specialiserat på endast en typ av försäkringsskador.
År 1919 överlämnade Max Matthiessen den direkta ledningen av den firma han grundat tre decennier tidigare. Han satt dock kvar som ordförande i bolagets styrelse ända fram till 1938.
I januari 1990 trädde lagen om försäkringsmäklare i kraft i Sverige, vilken innebar att det blev tillåtet för försäkringsagenter även inom livförsäkringsområdet att fungera som mäklare av försäkringar från flera försäkringsbolag. Max Matthiessen, som hittills endast varit verksamt inom sakförsäkringsområdet, startade då verksamhet inom livförsäkringsområdet. 
1998 såldes sakförsäkringsverksamheten till Marsh.
Carnegie och Max Matthiessen inledde ett nära samarbete 2004 som sedan ledde till att D. Carnegie & Co AB 2007 förvärvade 100% av aktierna i Max Matthiessen via en apportemission. Den 10 november 2008 drog Finansinspektionen undan Carnegies möjligheter att fortsätta som självständigt bolag. Riksgälden hade aktier i dotterbolagen Carnegie Investment Bank och Max Matthiessen som pant för lån på 2,4 miljarder kronor och övertog ägandet av dessa bolag. 2009 sålde Riksgälden såväl Carnegie som Max Matthiessen till Altor Fond III och Bure för 1,4 miljarder kronor. Senare lämnade Bure ägarskapet och personalen blev ägare till 50% av aktierna. 2014 sålde Altor 50% och personalen 25% av Max Matthiessen till Willis Group, som betalade 1,35 miljarder kronor för 75% av aktierna. Personalen kvarstod som ägare till 25% av aktierna. Willis Tower Watson sålde 2020 sitt innehav i Max Matthiessen till riskkapitalbolaget Nordic Capital, som sedan dess äger 100% av Max Matthiessen.